# Linca pinita
Linca pinita is een vlokreeftensoort uit de familie van de Phoxocephalidae. De wetenschappelijke naam van de soort is voor het eerst geldig gepubliceerd in 1993 door Alonso de Pina.